# تمشک (میوه)
تمشک (به انگلیسی: Raspberry) نام عمومی برای میوه خوراکی چندین گونه گیاه در خانواده Rubus از گلسرخیان گفته می‌شود که معمولاً در زیرسرده Idaeobatus جای می‌گیرند. این نام همچنین به خود گیاه نیز گفته می‌شود. تمشک‌ها گیاهانی دیرپا با ساقهٔ چوبی هستند.
تمشک‌ها ارقامی تجاری هستند و در کشاورزی بعضی کشورها مانند روسیه، صربستان، ایالات متحده آمریکا، لهستان نقش دارند. از آن‌ها برای تولید پوره، مربا، آب‌میوه، و خشکبار نیز استفاده می‌شود. برگ‌های این گیاهان نیز به شکل دم‌نوش استفاده می‌شود. تا این اواخر بیشتر تمشک‌ها میوه‌ای سرخ داشتند و دورگه‌هایی از Rubus idaeus و Rubus strigosus بودند. اکنون تمشک‌های ارغوانی و تمشک‌های طلایی یا سفید نیز در حال رایج شدن هستند.
از آفت‌های این گیاهان کشاورزی می‌توان به لارو پولک‌بالان (مانند بید و پروانه) و نیز کپک خاکستری اشاره کرد.

## ارزش غذایی
مهترین خاصیت تمشک توانایی کارکرد آن به عنوان یک غذای ضد سرطانی است. این خاصیت به دلیل وجود آنتی اکسیدان ها است. تمشک حاوی پلی فنول ها زیادی می باشد. پلی فنول ها یک کلاس آنتی اکسیدان هایی هستند که توانایی مبارزه با سرطان را دارند.

یکی دیگر از عوامل خاص ضد سرطان تمشک  ویتامین K موجود در تمشک می باشد. یک وعده تمشک دارای بیش از یک سوم میزان مصرف توصیه شده روزانه برای ویتامین K است که نقش مهمی در جلوگیری و مبارزه با سرطان پروستات، معده، بینی، روده بزرگ، دهان و کبد دارد.

## نگارخانه

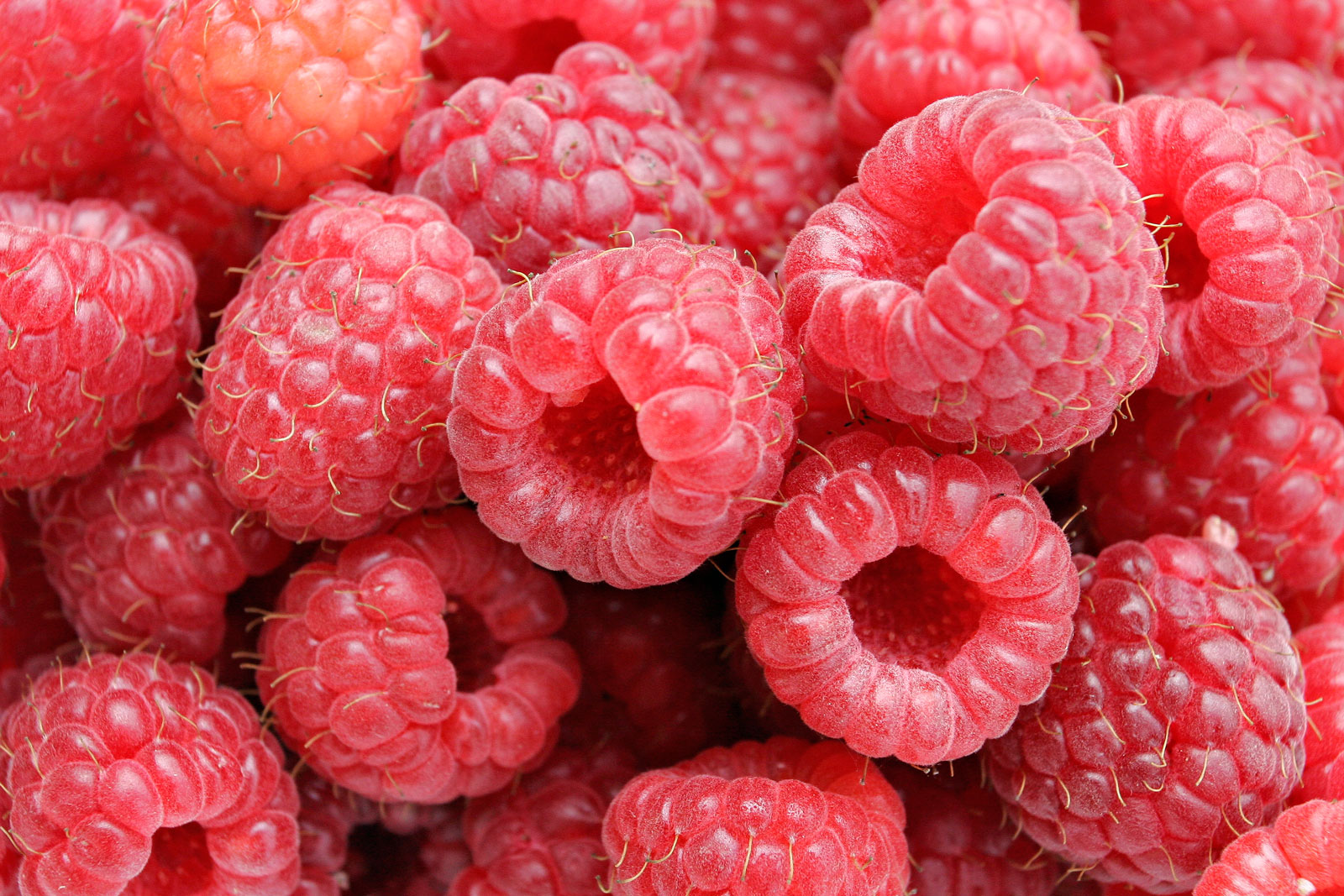
تا این اواخر بیشتر تمشک‌ها میوه‌ای سرخ داشتند و دورگه‌هایی از Rubus idaeus و Rubus strigosus بودند.
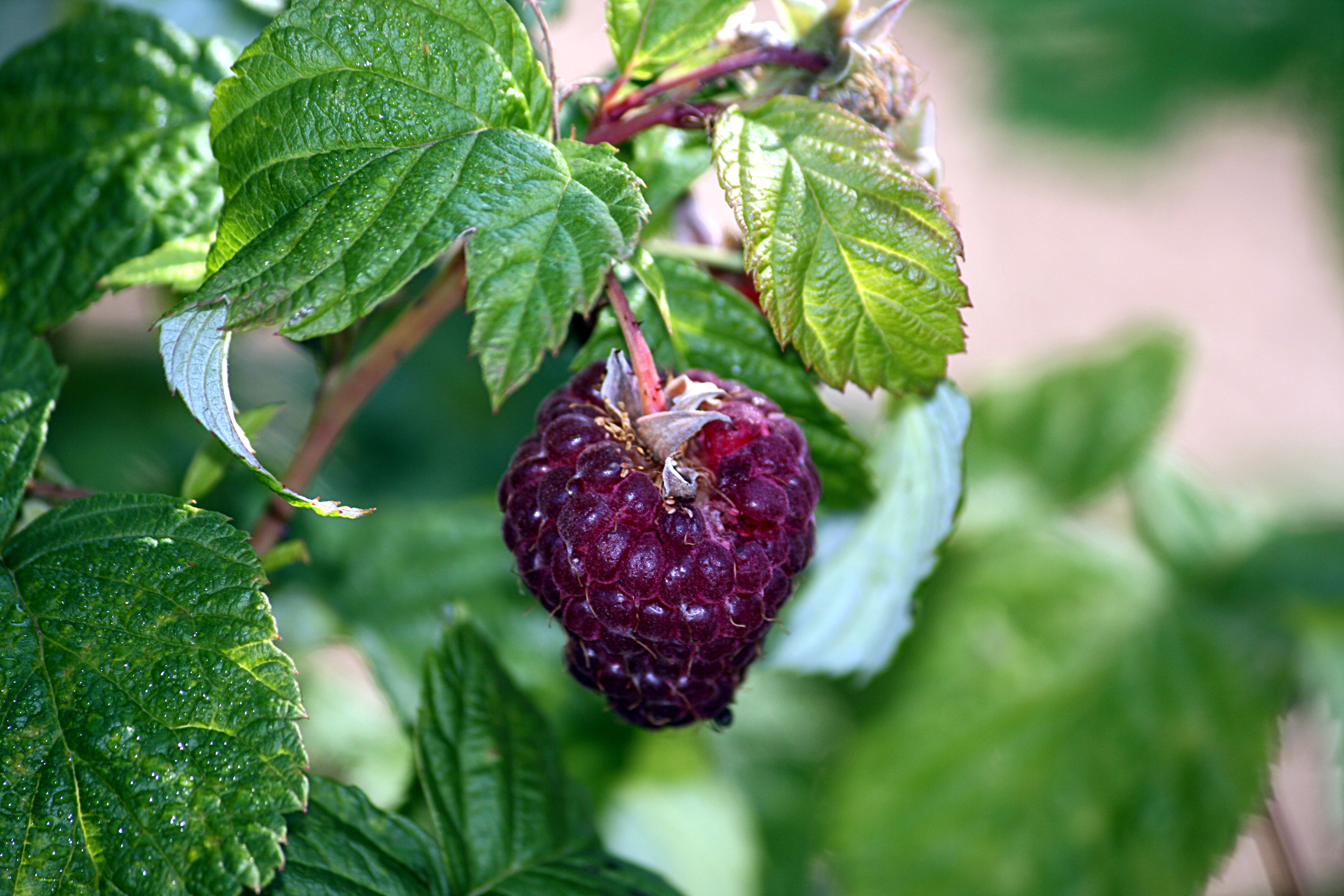
تمشک‌ها ارغوانی نیز در حال رایج شدن هستند.
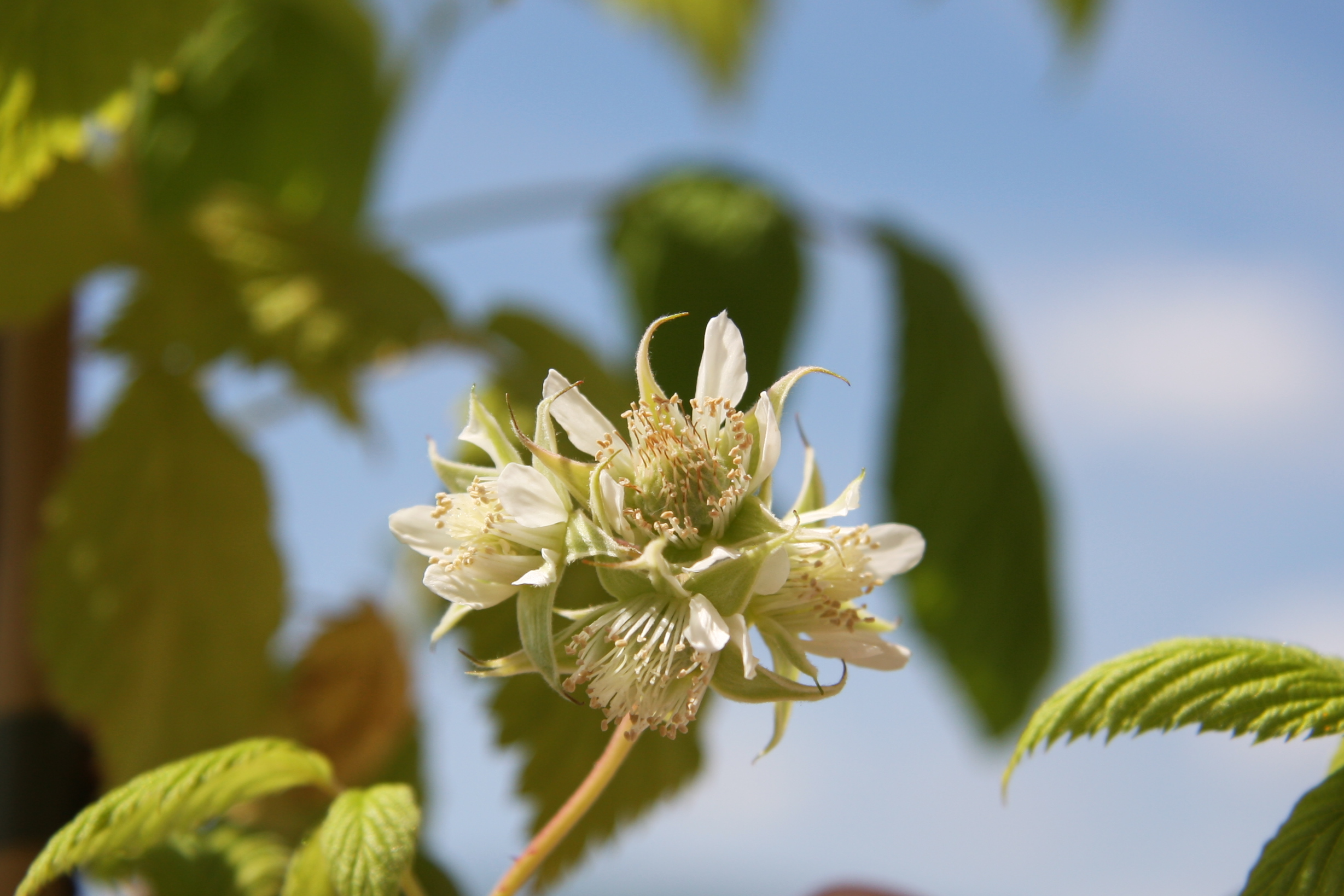
شکوفه‌های تمشک
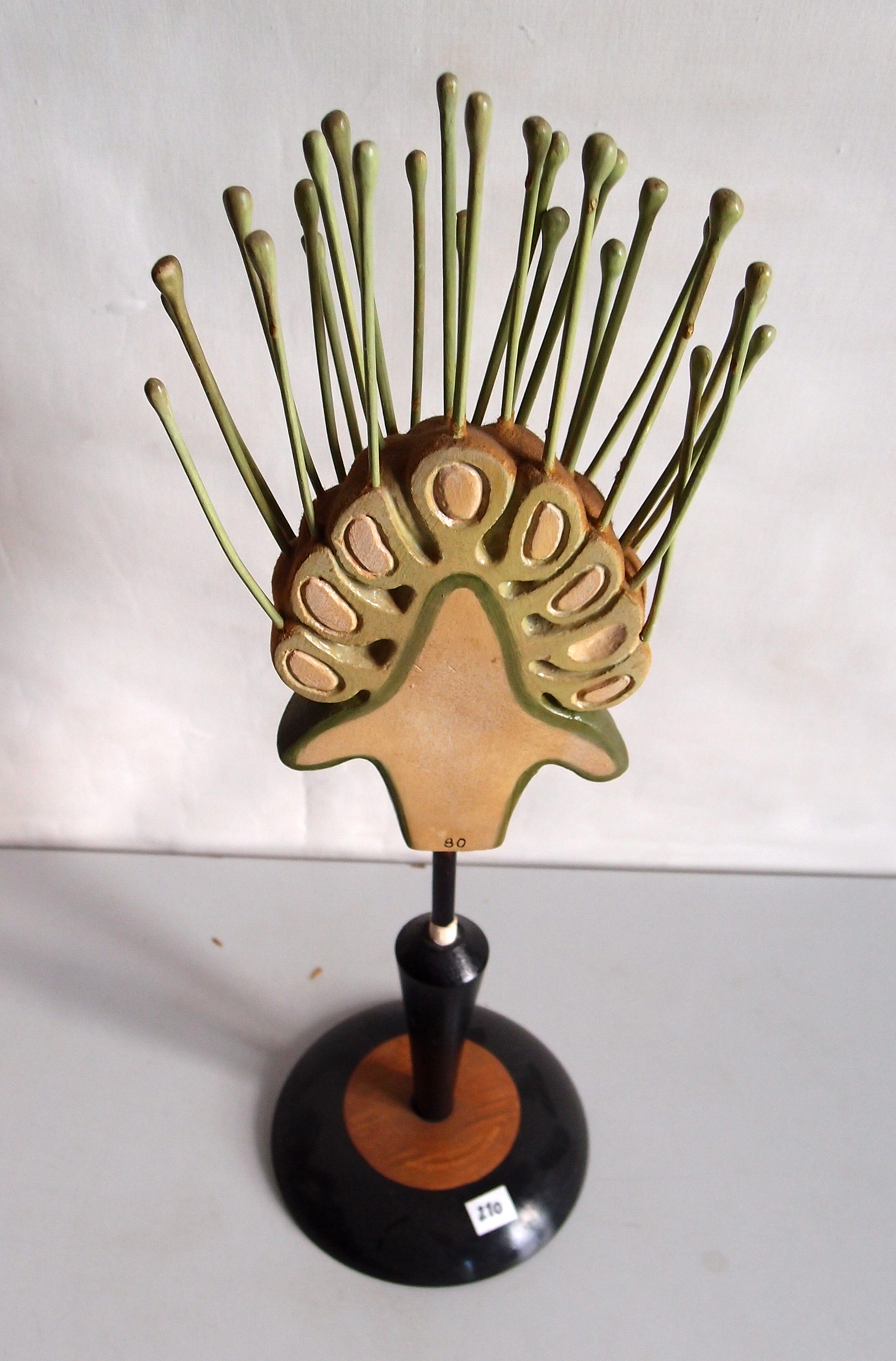
مدلی سه‌بعدی از تمشک
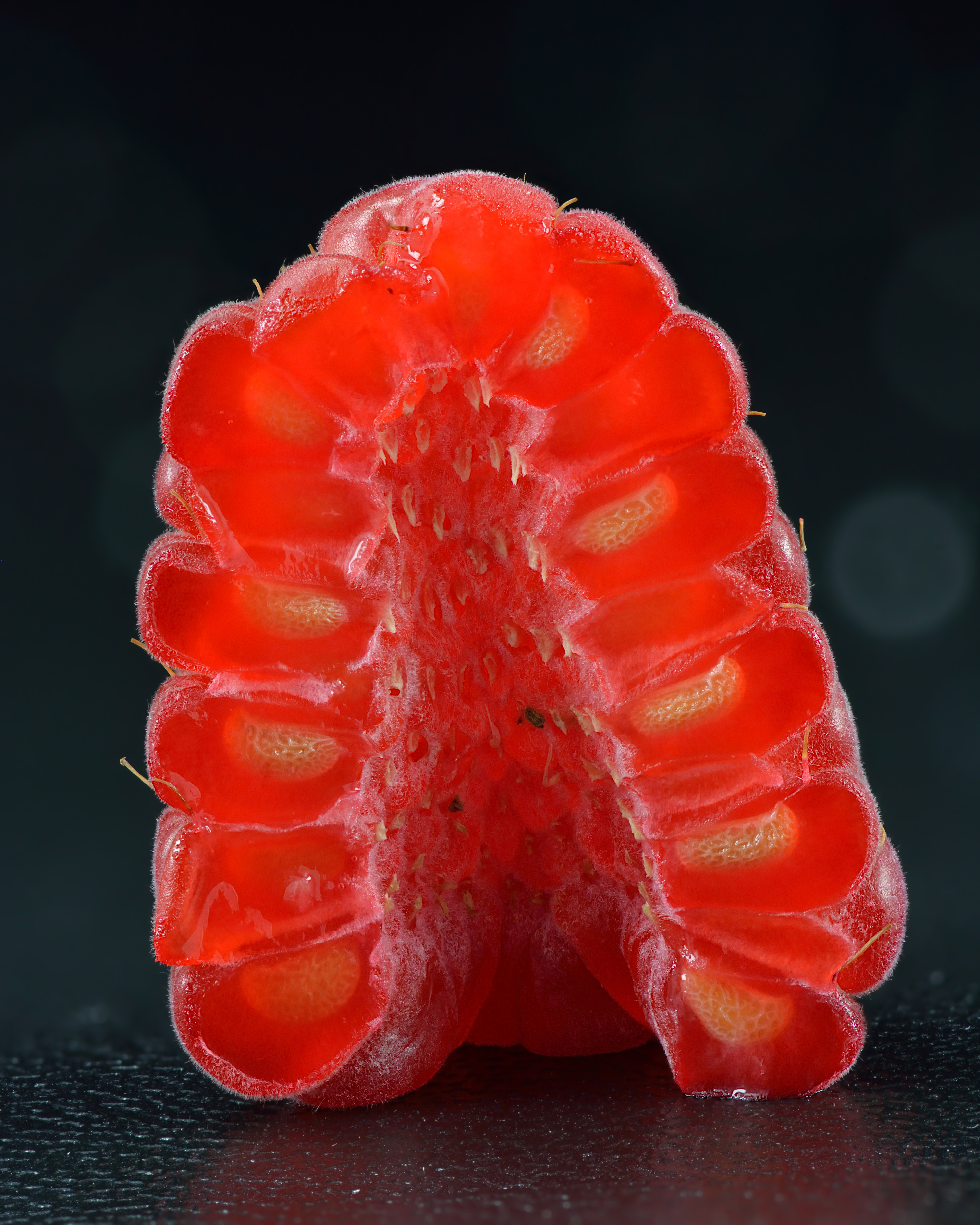
برش عمودی از تمشک